# La Nation, la Loi, le Roi

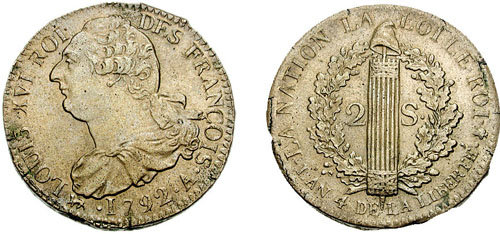
Pièce de 2 sols, datée de 1792. La devise est alors inscrite sur le revers.

La Nation, la Loi, le Roi est la devise nationale de la France durant la période de la monarchie constitutionnelle en 1791-1792.

## Présentation
La devise est inscrite dans la Constitution de 1791, ainsi que sur les pièces de monnaie,.
En 1792, une pièce de monnaie « pour essai », conservée au Musée Carnavalet, présentait à son revers : La Nation, la Loi, le Roi, ainsi que la mention : L'an 4 de la liberté, soit la même année que la déchéance de Louis XVI.